# Primetime Emmy Award de la meilleure série télévisée comique
Pour les articles homonymes, voir Emmy de la meilleure série.
Le Primetime Emmy Award de la meilleure série comique (Primetime Emmy Award for Outstanding Comedy Series) est une récompense de télévision remise depuis 1953 au cours de la cérémonie annuelle des Primetime Emmy Awards.

## Palmarès
Note : L'année indiquée est celle de la cérémonie. Les séries lauréates sont indiquées en tête de chaque catégorie et en caractères gras.

### Années 1950
- 1953 : I Love Lucy
- 1954 : I Love Lucy
- 1955 : Make Room for Daddy
- 1956 : The Phil Silvers Show
- 1957 : aucune récompense
- 1958 : The Phil Silvers Show
- 1959 : The Jack Benny Show

### Années 1960
- 1960 : The Art Carney Special
- 1961 : The Jack Benny Show
- 1962 : The Bob Newhart Show
- 1963 : The Dick Van Dyke Show
- 1964 : The Dick Van Dyke Show
- 1965 : aucune récompense
- 1966 : The Dick Van Dyke Show
- 1967 : The Monkees
- 1968 : Max la Menace (Get Smart)
- 1969 : Max la Menace (Get Smart)

### Années 1970
- 1970 : My World and Welcome To It
- 1971 : aucune récompense
- 1972 : aucune récompense
- 1973 : All in the Family
- 1974 : MASH
- 1975 : The Mary Tyler Moore Show (Mary Tyler Moore)
- 1976 : The Mary Tyler Moore Show (Mary Tyler Moore)
- 1977 : The Mary Tyler Moore Show (Mary Tyler Moore)
- 1978 : All in the Family
- 1979 : Taxi

### Années 1980
- 1980 : Taxi
- 1981 : Taxi
- 1982 : Barney Miller
- 1983 : Cheers
- 1984 : Cheers
- 1985 : Cosby Show (The Cosby Show)
- 1986 : Les Craquantes (The Golden Girls)
- 1987 : Les Craquantes (The Golden Girls)
- 1988 : Les Années coup de cœur (The Wonder Years)
- 1989 : Cheers

### Années 1990
- 1990 : Murphy Brown
  - Cheers
  - Femmes d'affaires et Dames de cœur (Designing Women)
  - Les Années coup de cœur (The Wonder Years)
  - Les Craquantes (The Golden Girls)

- 1991 : Cheers
  - Femmes d'affaires et Dames de cœur (Designing Women)
  - Les Craquantes (The Golden Girls)
  - Les Années coup de cœur (The Wonder Years)
  - Murphy Brown

- 1992 : Murphy Brown
  - Brooklyn Bridge
  - Cheers
  - Papa bricole (Home Improvement)
  - Seinfeld

- 1993 : Seinfeld
  - Cheers
  - Papa bricole (Home Improvement)
  - Murphy Brown
  - The Larry Sanders Show

- 1994 : Frasier
  - Dingue de toi (Mad About You)
  - Papa bricole (Home Improvement)
  - Seinfeld
  - The Larry Sanders Show

- 1995 : Frasier
  - Dingue de toi (Mad About You)
  - Friends
  - Seinfeld
  - The Larry Sanders Show

- 1996 : Frasier
  - Dingue de toi (Mad About You)
  - Friends
  - Seinfeld
  - The Larry Sanders Show

- 1997 : Frasier
  - Dingue de toi (Mad About You)
  - Seinfeld
  - The Larry Sanders Show
  - Troisième planète après le Soleil (3rd Rock from the Sun)

- 1998 : Frasier
  - Ally McBeal
  - Seinfeld
  - The Larry Sanders Show
  - Troisième planète après le Soleil (3rd Rock from the Sun)

- 1999 : Ally McBeal
  - Frasier
  - Friends
  - Sex and the City
  - Tout le monde aime Raymond (Everybody Loves Raymond)

### Années 2000
- 2000 : Will et Grace (Will & Grace)
  - Tout le monde aime Raymond (Everybody Loves Raymond)
  - Frasier
  - Malcolm (Malcolm in the Middle)
  - Sex and the City

- 2001 : Sex and the City
  - Tout le monde aime Raymond (Everybody Loves Raymond)
  - Frasier
  - Malcolm (Malcolm in the Middle)
  - Will et Grace (Will & Grace)

- 2002 : Friends
  - Larry et son nombril (Curb Your Enthusiasm)
  - Tout le monde aime Raymond (Everybody Loves Raymond)
  - Sex and the City
  - Will et Grace (Will & Grace)

- 2003 : Tout le monde aime Raymond (Everybody Loves Raymond)
  - Larry et son nombril (Curb Your Enthusiasm)
  - Friends
  - Sex and the City
  - Will et Grace (Will & Grace)

- 2004 : Arrested Development
  - Larry et son nombril (Curb Your Enthusiasm)
  - Tout le monde aime Raymond (Everybody Loves Raymond)
  - Sex and the City
  - Will et Grace (Will & Grace)

- 2005 : Tout le monde aime Raymond (Everybody Loves Raymond)
  - Arrested Development
  - Desperate Housewives
  - Scrubs
  - Will et Grace (Will & Grace)

- 2006 : The Office
  - Arrested Development
  - Larry et son nombril (Curb Your Enthusiasm)
  - Mon oncle Charlie (Two and a Half Men)
  - Scrubs

- 2007 : 30 Rock
  - Entourage
  - Mon oncle Charlie (Two and a Half Men)
  - The Office
  - Ugly Betty

- 2008 : 30 Rock
  - Entourage
  - Larry et son nombril (Curb Your Enthusiasm)
  - Mon oncle Charlie (Two and a Half Men)
  - The Office

- 2009 : 30 Rock
  - Entourage
  - Flight of the Conchords
  - How I Met Your Mother
  - Les Griffin (Family Guy)
  - The Office
  - Weeds

### Années 2010
- 2010 : Modern Family
  - Larry et son nombril (Curb Your Enthusiasm)
  - Glee
  - Nurse Jackie
  - The Office
  - 30 Rock

- 2011 : Modern Family
  - The Big Bang Theory
  - Glee
  - Parks and Recreation
  - The Office
  - 30 Rock

- 2012 : Modern Family
  - 30 Rock
  - The Big Bang Theory
  - Larry et son nombril (Curb Your Enthusiasm)
  - Girls
  - Veep

- 2013 : Modern Family
  - 30 Rock
  - The Big Bang Theory
  - Girls
  - Louie
  - Veep

- 2014 : Modern Family
  - The Big Bang Theory
  - Louie
  - Orange Is the New Black
  - Silicon Valley
  - Veep

- 2015 : Veep
  - Louie
  - Modern Family
  - Parks and Recreation
  - Silicon Valley
  - Transparent
  - Unbreakable Kimmy Schmidt

- 2016 : Veep
  - Black-ish
  - Master of None
  - Modern Family
  - Silicon Valley
  - Transparent
  - Unbreakable Kimmy Schmidt
- 2017 : Veep
  - Atlanta
  - Black-ish
  - Master of None
  - Modern Family
  - Silicon Valley
  - Unbreakable Kimmy Schmidt

- 2018 : Mme Maisel, femme fabuleuse (The Marvelous Mrs. Maisel)
  - Atlanta
  - Barry
  - Black-ish
  - Larry et son nombril (Curb Your Enthusiasm)
  - GLOW
  - Silicon Valley
  - Unbreakable Kimmy Schmidt

- 2019 : Fleabag
  - Barry
  - The Good Place
  - Mme Maisel, femme fabuleuse
  - Russian Doll
  - Schitt's Creek
  - Veep

### Années 2020
- 2020 : Schitt's Creek (Pop TV)
  - Larry et son nombril (HBO)
  - Dead to Me (Netflix)
  - The Good Place (NBC)
  - Insecure (HBO)
  - La Méthode Kominsky (Netflix)
  - Mme Maisel, femme fabuleuse (Prime)
  - What We Do in the Shadows (FX)

- 2021 : Ted Lasso (Apple TV+)
  - Black-ish (ABC)
  - Cobra Kai (Netflix)
  - Emily in Paris (Netflix)
  - Hacks (HBO Max)
  - Pen 15 (Hulu)
  - The Flight Attendant (HBO Max)
  - La Méthode Kominsky (Netflix)

- 2022 : Ted Lasso
  - Abbott Elementary
  - Barry
  - Larry et son nombril
  - Hacks
  - Mme Maisel, femme fabuleuse
  - Only Murders in the Building
  - What We Do in the Shadows

- 2023 : The Bear
  - Abbott Elementary
  - Barry
  - Jury Duty
  - La Fabuleuse Madame Maisel
  - Only Murders in the Building
  - Ted Lasso
  - Mercredi

- 2024 : Hacks
  - Abbott Elementary
  - The Bear
  - Larry et son nombril
  - Only Murders in the Building
  - Palm Royale
  - Reservation Dogs
  - What We Do in the Shadows

## Statistiques

### Nominations multiples
11 : Cheers, M*A*S*H, Larry et son nombril
9 : All in the Family
8 : Frasier, Modern Family
7 : 30 Rock, Barney Miller, The Mary Tyler Moore Show, Seinfeld, Tout le monde aime Raymond
6 : Les Craquantes, The Larry Sanders Show, The Office, Sex and the City, Will et Grace, Veep
5 : Friends, Murphy Brown, Silicon Valley, Taxi
4 : Les Années coup de cœur, The Big Bang Theory, Dingue de toi, Ma sorcière bien-aimée, Max la Menace, Sacrée Famille, Unbreakable Kimmy Schmidt
3 : Aline et Cathy, Arrested Development, Black-ish, The Andy Griffith Show, The Bob Cummings Show, Cosby Show, Entourage, Femmes d'affaires et Dames de cœur, The George Burns and Gracie Allen Show (en), I Love Lucy, Louie, Mme Maisel, femme fabuleuse, Mon oncle Charlie, Night Court, The Odd Couple, Our Miss Brooks, Papa a raison, Papa bricole, Papa Schultz, The Red Skelton Show, Soap, WKRP in Cincinnati
2 : Atlanta, Master of None, Ally McBeal, Buffalo Bill, The Danny Thomas Show, Cher oncle Bill, Glee, Girls, Love, American Style, Make Room for Daddy, Mr. Peepers, Newhart, Parks and Recreation, Sanford and Son, Schitt's Creek, Scrubs, Sur le pont, la marine !, The Good Place, Troisième planète après le Soleil, Transparent

### Récompenses multiples
5 : Frasier et Modern Family
4 : All in the Family et Cheers
3 : 30 Rock, The Dick Van Dyke Show, The Mary Tyler Moore Show, The Phil Silvers Show, Taxi, Veep
2 : Les Craquantes, I Love Lucy, The Jack Benny Program, Max la Menace, Murphy Brown, Tout le monde aime Raymond